# Un anthropologue sur Mars
Un anthropologue sur Mars (sous-titre : Sept histoires paradoxales) est un recueil écrit par Oliver Sacks, originellement paru en anglais sous le titre An anthropologist on Mars. Il est paru en français l'année suivante, chez les éditions du Seuil. Ce recueil d'histoire présente des personnes avec des handicaps ou des maladies mentales, dont deux autistes, Temple Grandin et Stephen Wiltshire. 

## Impact
Cet ouvrage est considéré comme significatif dans le cadre du mouvement pour les droits des personnes autistes. D'après Steve Silberman, « après cinquante ans d'études de cas présentant les personnes autistes comme des robots ou des imbéciles, Sacks a présenté [Temple] Grandin dans toute la grandeur de son humanité ». Peu après la parution de l'ouvrage, Sacks reçoit des centaines de messages de personnes qui se reconnaissent (ou reconnaissent des proches) dans le portrait qu'il a dressé de Temple Grandin.

## Éditions
- (en) Oliver Sacks, An anthropologist on Mars : seven paradoxical tales, Londres, Picador, 1995, 1re éd., XVI-319-[16], 24 cm (ISBN 0-330-33717-3 et 978-0-330-34347-3, OCLC 690309697, BNF 37461183, SUDOC 143767852).
- Oliver Sacks (trad. de l'anglais par de l'anglais par Christian Cler), Un anthropologue sur Mars : sept histoires paradoxales [« An anthropologist on Mars : seven paradoxical tales »], Paris, Seuil, coll. « La Couleur des idées », 1996, 1re éd., 425-[16], 21 cm (ISBN 2-02-023824-1 et 978-2-02-023824-3, OCLC 34782339, BNF 35800531, SUDOC 003768783).